# Microsoft Dynamics CRM
Microsoft Dynamics CRM is Customer Relationship Management-software ontwikkeld door Microsoft. De eerste versie werd Microsoft CRM genoemd en werd januari 2003 gelanceerd. Microsoft Dynamics CRM 2016 is de meest actuele versie.

## Kenmerken
Microsoft Dynamics CRM 2011 werkt met een browser als client waarbij tot en met Rollup 11 alleen Internet Explorer wordt ondersteund; vanaf Rollup 12 worden IE, Firefox, Chrome en Safari (voor iOS alleen) ook ondersteund. Een andere manier om met Dynamics CRM gegevens te werken is met een client voor Microsoft Office Outlook 2007, 2010 en 2013. Zo kan met behulp van een plug-in mail vanuit Outlook geregistreerd worden in CRM en kan vanuit Outlook data van CRM worden benaderd.

## Customizations
Eigenschappen, formulieren en lijsten van Entiteiten zoals contacten en bedrijven kunnen in de browser aangepast worden. Zo kan Microsoft Dynamics CRM aangepast worden voor de specifieke behoefte van een branche. CRM is beschikbaar in 41 verschillende talen waaronder het Nederlands.

## Versies
- Microsoft CRM 1.0
- Microsoft CRM 1.2
- Microsoft CRM 3.0
- Microsoft Dynamics CRM 4.0 (On Premises)
- Microsoft Dynamics CRM 4.0 Online
- Microsoft Dynamics CRM 4.0 Service Provider Edition
- Microsoft Dynamics CRM 2011 Online
- Microsoft Dynamics CRM 2011 (On Premises)
- Microsoft Dynamics CRM 2013 Online
- Microsoft Dynamics CRM 2013 (On Premises)
- Microsoft Dynamics CRM 2015 Online
- Microsoft Dynamics CRM 2015 (On Premises)
- Microsoft Dynamics CRM 2015 Update 1 Online
- Microsoft Dynamics CRM 2016
- Dynamics 365 (februari 2018)

## Online
Microsoft Dynamics CRM 2011 is beschikbaar als Online dienst en kan als zodanig worden beschouwd als een software as a service (SaaS) applicatie. Een Dynamics CRM 2011 Online omgeving wordt door Microsoft aangeboden, in een Microsoft datacentrum. Een Dynamics CRM Online omgeving bevat dezelfde functionaliteit als een on premises omgeving, beide gebruiken dezelfde code base. Alle update rollup packages, waarin updates en fixes worden verspreid voor Dynamics CRM, worden door Microsoft uitgerold op de Dynamics CRM Online omgeving. Er is een trial beschikbaar voor Dynamics CRM Online, welke gratis online  is aan te vragen en geldig is voor 30 dagen. Na 30 dagen kan een trial omgeving worden omgezet naar een betaalde omgeving.

## Systeemvereisten
Microsoft Dynamics CRM wordt geïnstalleerd op een Windows Server 2008 of Windows Server 2012 server en maakt gebruik van de volgende software componenten:
- Microsoft SQL Server
- Microsoft SQL Server Reporting Services
- Microsoft Exchange
- ASP.Net
- Indexing service

## Trivia
Microsoft gebruikt voor haar eigen service-afdelingen de applicatie MSSolve, als opvolger van de applicatie Clarify van Amdocs. MSSolve wordt wereldwijd gebruikt en er wordt naast Dynamics CRM intensief gebruikgemaakt van SQL Azure, Distributed Files System - Replication en is ofwel cloud-ready of draait al echt in een cloud-omgeving.